# Martirio della santa regina Shushanik

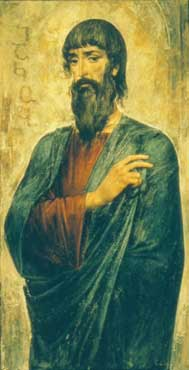
Iakob Tsurtaveli

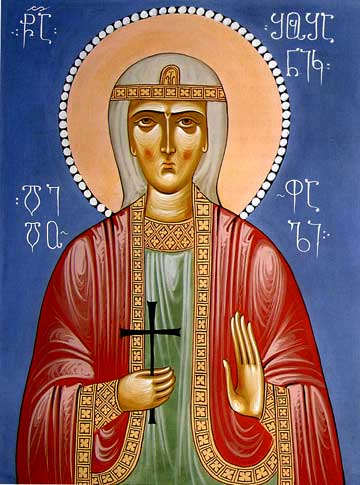
Santa Shushanik

Il Martirio della Santa Regina Shushanik (tradotto anche come La passione di Santa Shushanik; in georgiano წამებაჲ წმიდისა შუშანიკისი დედოფლისაჲ?, Ts'amebay Ts'midisa Shushanik'isi Dedoplisay) è la più antica opera sopravvissuta della letteratura georgiana. Si presume che sia stata composta tra il 476 e il 483, ma il più antico manoscritto sopravvissuto è del X secolo. Ne eiste inoltre una versione ridotta in lingua armena, risalente sempre al X secolo. L'autore è Iakob Tsurtaveli (Giacobbe di Tsurtavi), confessore personale della santa, che partecipò attivamente agli eventi descritti.
Si tratta di un racconto agiografico che descrive il martirio di santa Shushanik, una nobildonna armena, per mano del suo sposo, il bidaxae (principe) Varsken, il quale aveva abiurato il Cristianesimo per abbracciare lo zoroastrismo. Shushanik, che era figlia dello sparapet (comandante dell'esercito) dei cristiani in Armenia, rifiutò di seguire il marito, morendo così come martire dopo anni di tortura e prigionia.
La prima edizione a stampa dell'opera fu pubblicata nel 1882. È stata tradotta in russo, francese, inglese, tedesco, spagnolo e ungherese. Nel 1979, l'UNESCO contrassegnò il 1500º anniversario del martirio della Santa regina Shushanik.